# Albin Lermusiaux
Albin Lermusiaux (Noisy-le-Sec, Isla de Francia; 9 de agosto de 1874-1940) fue un atleta y tirador deportivo francés, que compitió en los Juegos Olímpicos de Atenas 1896.
Lermusiaux ganó su serie clasificatoria en los 800 metros llanos, con un tiempo de 2:16.6. Esto lo clasificó para competir en la final, pero Lermusiaux optó por no hacerlo.
En los 1500 metros llanos, que consistía en una única carrera, Lermusiaux lideró en la mayor parte de la carrera. En el final, fue superado por Teddy Flack (Australia) y Arthur Blake (Estados Unidos), y finalizó tercero. Su tiempo fue de 4:37.0.
En el evento de Rifle militar, 25 m., la posición final y el puntaje de Lermusiaux es desconocida, pero se estima que estaría entre los 13 mejores de los 42 competidores.
La prueba final de Lermusaiux en los Juegos fue el Maratón. La lideró durante 32 kilómetros, abandonado la misma faltando solo 8 kilómetros para finalizar.